# River Bewl
River Bewl är ett vattendrag i Storbritannien.   Det ligger i riksdelen England, i den sydöstra delen av landet, 60 km sydost om huvudstaden London.